# Gonodonta elegans
Gonodonta elegans là một loài bướm đêm trong họ Noctuidae.